# Neuroleon (Neuroleon) congolanus
Neuroleon (Neuroleon) congolanus is een insect uit de familie van de mierenleeuwen (Myrmeleontidae), die tot de orde netvleugeligen (Neuroptera) behoort. 
Neuroleon (Neuroleon) congolanus is voor het eerst wetenschappelijk beschreven door Navás in 1914.